# Léonce de Grandmaison
Pour les articles homonymes, voir Grandmaison.
Pour les autres membres de la famille, voir Famille Loyzeau de Grandmaison.
Léonce de Grandmaison (dont le nom complet est Septime Léonce Ludovic Loyzeau de Grandmaison), né au Mans (France) le 31 décembre 1868 et mort le 15 juin 1927 à Paris, est un prêtre jésuite français, théologien et écrivain spirituel de renom. Il est le frère du général Louis Loyzeau de Grandmaison.

## Biographie
« Ordonné prêtre à Jersey (dans les îles Anglo-Normandes) le 24 août 1898. À 18 ans (en 1886), il était parti pour Slough, en Angleterre, pour y entrer au noviciat des Jésuites français en exil. L’île de Jersey le reçut ensuite à deux reprises, d’abord pour l’étude de la philosophie, puis, après un stage de professeur au collège du Mans, pour quatre années de théologie. Devenu prêtre, il fut chargé d’enseigner cette même théologie fondamentale à ses confrères, dont il lui arriva d’être le cadet. Durant sept années, au scholasticat de Lyon, à Cantorbéry puis à Ore Place, près d’Hastings, il exerça ce ministère. En août 1908, il est désigné comme Supérieur de la « Maison des écrivains » et directeur des  Etvdes. Il assume cette tâche en préparant trois projets : une École des hautes études théologiques ; une revue de théologie positive et de philosophie religieuse ; une synthèse catholique sur l'histoire des religions. Le premier n'aboutit pas sous son égide, c'est Pie X qui fonde l'Institut pontifical biblique, dirigé par un jésuite allemand, le père Fonck. Le second prend la forme des Recherches de science religieuse. Le troisième est confié à Joseph Huby, Pierre Rousselot, et Alexandre Brou : Christus. Manuel d'histoire des religions (1912). »

— Dominique Avon et Philippe Rocher, Les jésuites et la société française (XIXe – XXe siècles), Toulouse, Éd. Privat, coll. « Hommes et communautés », 2001, p. 103

## Témoignage du cardinal Baudrillart
« 14 septembre. – J’ai terminé aujourd’hui, non sans peine, la lecture, commencée avec les vacances, de la Vie du Père de Grandmaison, par le père Lebreton. C’est peut-être ce que j’aurais fait de mieux pendant ces vacances. Le livre est très plein, très édifiant, très suggestif. Que de réflexions à garder, que d’exemples à imiter ! Le père de Grandmaison, c’est le parfait Jésuite ; il l’est dès le collège ; il l’est jusqu’au dernier jour. Peut-être l’est-il trop. Il n’ose pas être lui-même ; il reste sur certains points comme un enfant docile, un enfant qui vieillit. Que d’examens de conscience, que de retours sur lui-même, que d’analyses, que de confessions (deux et trois par semaine). Aussi pas de grand essor, pas de décision vigoureuse. Il hésite ; il ne tranche pas ; il se donne à tout et à tous avec une égale ferveur ; il reste trop sensible. Mais quel savoir, quelle souplesse, quelle variété de dons, quelle universalité, quel don de lui-même ! Quelle constance dans le labeur ! Quel souci de perfection morale ! Quelle intelligence de son temps ! On s’incline devant avec respect et une infinie gratitude pour tout le bien qu’il a fait… »

— Carnets du cardinal Baudrillart, année 1932

## Écrits

### Articles
Activement engagé dans les controverses liées au modernisme le père de Grandmaison écrivit un grand nombre d'articles. Ses articles furent plusieurs fois rassemblés et publiés en volumes. 
- Théologiens scolastiques et théologiens critiques, dans Étvdes, janvier 1898, p. 24-44.
- L'élasticité des formules de foi. Ses causes et ses limites, dans Études, 5 et 20 août 1898.
- La religion de l'égoïsme. Étude sur Frédéric Nietzsche, dans Étvdes, 1899, Tome 81, p. 793-817.
- De la psychologie des religions, dans Étvdes, 1900, troisième partie, tome 84
- Le Christ de M. Harnack, dans Étvdes, t. 90, 1902, p. 737-762.
- Pie X, pape., dans Étvdes, 5 novembre 1903.
- L'Évangile et l'Église, article consacré à Alfred Loisy, dans Étvdes, t. 94, 1903, p. 145-174.
- La religion de l'esprit, article consacré à Auguste Sabatier, dans Étvdes, t. 100, 1904, p. 5-23 et p. 164-183.
- Qu'est-ce qu'un dogme ?, dans Bulletin de littérature ecclésiastique, 1905, p. 187-221.
- John Henry Newman considéré comme maître, dans Étvdes, 20 décembre 1906, 5 janvier 1907.
- L'élément mystique dans la religion, dans Recherches de science religieuse, I, 1910, p. 180-208.
- L'Évangile selon saint Marc, article consacré au père Marie-Joseph Lagrange, dans Étvdes, t. 127, 1911, p. 267-273.
- Les hautes études religieuses, in La Vie catholique dans la France contemporaine, Bloud & Gay, 1918, p. 243-304.
- Moehler et l’École catholique de Tubingue, dans Recherches de science religieuse, t. IX, 1919, p. 387-409.
- Les Exercices de saint Ignace, dans Recherches de science religieuse, X, 1920, p. 391-408.
- Un homme d'aujourd'hui. Le Père Charles de Foucauld, dans Étvdes, 20 novembre 1921, p. 408-432.
- La semaine d'ethnologie religieuse à Tilbourg (6-15 septembre 1922), dans Étvdes, 5 octobre 1922, p. 29-41.
- L'Évangile selon saint Luc, dans Étvdes, t. 172, 1922, p. 747-748.
- L'étude comparée des religions, dans Recherches de science religieuse, XII, p. 383-397.
- Le Sâdhou Sundar Singh et le problème de la sainteté hors de l'église catholique, dans Recherches de science religieuse, 13, 1922, p. 1-29.
- Les Mystères païens et le Mystère chrétien, dans Étvdes, t. 73, 1922, p. 515-.
- L'Évangile selon saint Matthieu, dans Étvdes, t. 175, 1923, p. 497-499.
- Le Christ de l'histoire dans l'œuvre de saint Paul, dans Recherches de science religieuse, 1923, p. 481-490.
- Le style oral. En marge d'un mémoire de psychologie linguistique, article consacré à Marcel Jousse, dans Étvdes, 20 juin 1925, p. 685-705.
- L'Évangile selon saint Jean, dans Étvdes, t. 186, 1926, p. 641-663.
- Les dieux morts et ressuscités, dans Recherches de science religieuse, avril 1927, p. 97-126.
- L'odyssée spirituelle d'un moderniste. Du christianisme au judaïsme, article consacré à Aimé Pallière, dans Étvdes, 20 mars 1927, p. 641-660.

### Œuvre principale
Toute sa vie le père de Grandmaison travailla à cette œuvre qui rassemble ses connaissances et répond à la question : 'qui est Jésus-Christ, pour moi?'. Le livre fut publié en 1928, un an après sa mort. 
- Jésus-Christ : sa personne, son message, ses preuves, 2 tomes, Éditions Beauchesne, 1928. Une édition abrégée (un volume) fut publiée en 1930. 23 nouvelles éditions par près.

### Autres livres
- Impressions de guerre de prêtres soldats, recueillies par Léonce de Grandmaison, Plon, 1917.
- La Crise de la foi chez les jeunes, Éditions Beauchesne, 1927.
- La Religion personnelle, Paris, J. Gabalda et fils, (1913, publié en articles dans "Les Etudes" puis en un volume NIHIL OBSTAT et IMPRIMATUR en 1927)
- Écrits spirituels, édité par Madeleine Daniélou, Éditions Beauchesne : t.I. (1933), tII. (1934), t.III. (1935).
- La Théosophie et l'Anthroposophie, par Léonce de Grandmaison et Joseph de Tonquédec, Éditions Beauchesne, 1938.
- La Vie intérieure de l'apôtre, édité par Madeleine Daniélou, Éditions Beauchesne, 1956.